# Erik Johansson (ishockeyspelare)
För andra betydelser, se Erik Johansson.
Erik "Epa" Johansson, född den 29 september 1927, död den 16 december 1992 var en svensk ishockeyspelare i Södertälje SK. 
Erik "Epa" Johansson spelade 17 säsonger i Södertälje SK mellan åren 1944 och 1960. Under den tiden spelade han 224 matcher och gjorde 132 mål. Han bildade en legendarisk kedja med Göte "Vicke Hallon" Blomqvist och Stig "Stickan" Carlsson.
Erik "Epa" Johanssons internationella karriär innebar 142 matcher i Sveriges herrlandslag i ishockey mellan åren 1946 och 1959. Han blev Stor grabb nummer 31. 
Under en intervju efter match myntade "Epa" uttrycket "indianare" genom en felsägning av "in-i-banare" när han skulle beskriva en dålig pass av en lagkamrat.

## Meriter
- VM-guld 1953
- VM-silver 1947, 1951
- VM-brons 1954
- OS-brons 1952
- EM-guld 1951, 1952, 1953
- EM-silver 1947, 1949, 1954
- EM-brons 1950, 1955
- SM-guld 1953, 1956

Han är gravsatt i minneslunden på Södertälje kyrkogård.